# 김태우 (1981년)
김태우(金泰宇, 1981년 5월 12일 ~ )는 대한민국의 가수이자 작사가, 작곡가, 프로듀서이며, 대한민국의 보이 그룹 god의 멤버이다.

## 학력
- 형곡국민학교 (졸업)
- 형곡중학교 (졸업)
- 구미고등학교 (전학)
- 일산동고등학교 (졸업)
- 경희대학교 (포스트모던음악학 / 학사)

## 생애

### 데뷔
1999년에 god 1집 《Chapter One》으로 데뷔하였다. 데뷔할 당시에는 Sidus HQ 소속이었지만 6집때부터 JYP 엔터테인먼트로 소속사를 옮겼다. 2005년 god 7집 《하늘속으로》까지 god로서 활동하고 2006년에 뮤지컬 《알타보이즈》에도 출연한 바 있다.
god 7집을 끝으로 김태우는 박진영과 결별하고 JYP 엔터테인먼트를 떠나 폴라리스 엔터테인먼트로 소속사를 옮겼으나, 2011년 1인 기획사 소울샵엔터테인먼트를 설립했다. 솔로 가수로서 2006년에 솔로 스폐셜 《하고 싶은 말》를 발표하며 활동을 시작하였고, 2007년 디지털 싱글 음반 Be alright를 끝으로 활동을 접고, 대한민국 육군에 입대하였다. 그는 연예병사 지원을 포기하고 27 보병사단(이기자 부대) 수색대대에서 2007년 3월 20일에서 2009년 2월 25일까지 병역 의무를 마쳤다. 2009년 10월 MBC 《황금어장 - 라디오스타》에 게스트로 출연했을 때, 연예병사 지원 포기와 관련하여 질문을 받게 되었고, 그는 "연예병사가 일반병보다 더욱 힘들것 같아서 지원을 포기했다"는 자신의 솔직한 생각을 드러내기도 했다.
연예계로 복귀하고 2009년 5월에 god멤버들과 함께 작업한 디지털 싱글 음반 《기억과 추억》을 발표하고, 같은 해 9월 3일 T-Virus 싱글 앨범을 발표하면서 KBS 《뮤직뱅크》를 통해 컴백했다.
2014년에는 본인이 직접 작사, 작곡 및 프로듀싱하여 가수 메건 리를 데뷔시켰으나, 현재 전속계약 가처분소송으로 소송중이다.
2019년 11월 6일에 자신이 운영하는 소울샵 엔터테인먼트가 P&B 엔터테인먼트에 인수 합병되어 현재 P&B 엔터테인먼트의 소속 아티스트 및 총괄 프로듀서로도 활동중이다.

### 가족사항
2011년 11월 14일 자신의 팬카페를 통해 자필 편지로 결혼 사실을 알리고 2011년 12월 26일 일반인 여성 김애리와 결혼식을 올렸고, 자녀가 3명이다.

## 별칭
- 곰태우 : 한국방송공사의 자급자족 리얼 버라이어티 프로그램인 청춘불패에 진행자로서 출연하여 곰처럼 덩치가 커서 붙여졌다.
- 곰므파탈 : 곰같은 덩치를 가진 치명적인 매력의 남자(곰 + 옴므파탈(프랑스어: Homme Fatale)라는 뜻, 팬들이 붙여줬다.

## 음반 목록

### 정규 앨범
- Solo Special - 하고싶은 말: 2006년 10월에 공개하였으며 신곡 5곡과 김태우가 피쳐링한 5곡을 수록하였다.

1. 노래야 말해줘
2. 보낼수 없는 편지
3. Piano
4. 하고싶은 말
5. M.U.S.I.C (Feat. J Lim)
6. I Love U Oh Thank U (With MC 몽)
7. 그대안의 블루 (With 린)
8. 인스턴트 (With 싸이)
9. 친구란 이름으로 (With 손호영)
10. 봄 여름 가을 겨울 (With 수호)

- T-School: 2011년 3월 29일에 발매되었으며, 1만장 한정 골드패키지와 실버패키지로 나뉘어있다.

1. 음악으로
2. Brothers & Me (With 박진영, 비)
3. 메아리
4. 이게 말이 돼? (With 수호)
5. 늦기 전에
6. 빗물이 내려서
7. 그대라는 날개
8. 6년 전 오늘 (With 린)
9. Just Smile (With 마이티마우스)
10. 메아리 [Inst.]
11. 너만 들었으면 해 [Hidden Track] (이 트랙은 온라인과 실버패키지에서는 들을 수 없고, 오직 한정판 골드패키지에만 수록되어있다.)

- T-ROAD: 2015년 6월 18일에 발매된 정규앨범이다.

1. Intro (T-ROAD)
2. 널 닮으리
3. Lonely Funk (Feat. 박재범)
4. 달콤 (Feat. 주희)
5. 한강고수부지
6. My Way (Feat. 윤도현)
7. 음악빛
8. 뽀레버막내 (Feat. 데니안)
9. 둘이면
10. Lonely Funk (DJ Ver.)
11. Lonely Funk (Inst.)
12. 널 닮으리 (Inst.)

### 싱글 앨범

#### 음반
- 미니앨범 - T-Virus: 2009년 9월에 공개하였으며 미니앨범이다.

1. 하고 싶은 말 Part 2
2. Faster (Feat. 유비)
3. 사랑비
4. 내가 야! 하면 넌 예! (Duet With 린)
5. 점점점 (Feat. 앙리)
6. 기억과 추억 (Feat. 박준형, 손호영, 데니안)

- 미니앨범 - T-LOVE: 2013년 2월에 공개하였으며 미니앨범이다.

1. 또또
2. Cosmic Girl
3. 오빠 (With 메건 리)
4. LOVEcoaster
5. 언제 나,어디 든

김태호 경남혜림학교1998 8 13 구남중학교

#### OST
- 《아이리스 OST Part.4: 꿈을 꾸다》 - 2009년 11월 11일
- 《개인의 취향 OST Part.4: 그대라는 날개》 - 2010년 4월 16일
- 《무사 백동수 OST Part.6: 사랑에 빠지다》 - 2011년 8월 16일
- 《신들의 만찬 OST Part.2: 그래서 달린다》 - 2012년 3월 9일
- 《신사의 품격 OST Part.1: High High》 - 2012년 5월 27일
- 《직장의 신 OST Part.3 : 나는 바보다》 - 2013년 4월 15일
- 《미래의 선택 OST Part.1 : My Lady》 - 2013년 10월 14일
- 《빅맨 OST Part.1 : Con Amore Mio》 - 2014년 4월 28일
- 《야경꾼 일지 OST Part.1 : 너라서》 - 2014년 8월 5일
- 《내겐 너무 사랑스러운 그녀 OST Part.4 : 너 하나만》 - 2014년 10월 9일
- 《화정 OST Part.2 : 녹》 - 2015년 7월 13일
- 《아이마 OST Part.4 : Glory》 - 2015년 10월 6일
- 《아이마 OST》 - 2015년 10월 30일
- 《오 마이 비너스 OST Part.2 : Darling U》 - 2015년 11월 23일
- 《질투의 화신 OST Part.8 : 너 때문에》 - 2016년 10월 12일
- 《편의점 샛별이 OST Part.3 : Love Ya》 - 2020년 6월 27일

## 출연 작품

### 방송
- MBC 《놀면뭐하니?》(2024)
- tvN 《놀라운토요일》(2023)
- TV조선 《아바드림》 (2022)
- SBS F!L 《외식하는 날 버스킹》 (2022)
- JTBC 《아는형님》 (2020)
- KBS2 《음치는 없다 엑시트》 (2020)
- KBS2 《불후의 명곡 - 전설을 노래하다》 MC
- SBS 《미운 우리 새끼》 (특별출연) (2017)
- JTBC 《김제동의 톡투유 - 걱정 말아요! 그대》(2016)
- MBC 《일밤 미스터리 음악쇼 복면가왕》 (2016) - 슬램덩크
- SBS 《동상이몽, 괜찮아 괜찮아》
- 채널A 《부르면 갑니다 머슴아들》 (2015~2016)
- E채널 《더 맛있는 원샷》 (2015)
- SBS 《오! 마이 베이비》 (2014~2015)
- SBS 《정글의 법칙》 (2014)
- Mnet 《음담패설》 (2014)
- KBS2 《청춘불패》 (2009~2010)
- MBC 《일요일 일요일 밤에 - 대한민국 생태구조단 헌터스》 (2009)

### 드라마
- 2014년 SBS 《내겐 너무 사랑스러운 그녀》 - 김태우 역 (특별출연)

### 광고
- 2000년 롯데푸드 구구콘
- 2010년 농심 짜파게티

## 수상 목록
- 2019년 KBS 연예대상 쇼·오락부문 우수상
- 2010년 제5회 아시아모델상시상식 BBF 인기가수상
- 2010년 제 19회 《서울가요대상》 본상
- 2009년 제 1회 엠넷 아시안 뮤직 어워드 발라드/R&B 음악상

### 가요 프로그램 1위
| 연도            | 수상 내역 |
| --------------- | --- |
| 2009년 (총 5회) | - 사랑비 - 10월 9일 KBS 《뮤직뱅크》 K-Chart 1위 - 10월 15일 M.net 《엠카운트다운》 1위 - 10월 16일 KBS 《뮤직뱅크》 K-Chart 1위 (2주 연속) - 10월 18일 SBS 《인기가요》 뮤티즌송 - 10월 25일 SBS 《인기가요》 뮤티즌송 (2주 연속) |